# Ethan Cohn
Ethan Cohn (n. 18 de abril de 1979) es un actor estadounidense.

## Biografía

### Carrera
Cohn protagonizó en Cry Wolf, Rubber, The Experiment y Lady in the Water; e interpretó a Owen Kellog en Atlas Shrugged: Part I.

### Televisión
Es conocido como Zane Taylor en Héroes. También apareció en CSI: Miami, Head Cases y Huff.